# Régiments de fusiliers marins
Les régiments de fusiliers marins en arabe : "الفوج الأول للرماة البحرين" (Al-Fawj al'rrabie Lilrumat al-Bahriiyn) sont des régiments d'infanterie de marine appartenant aux forces navales algériennes.
Ils sont les équivalents algériens de l'USMC américain.

## Historique
Les premiers bataillons de fusiliers marins virent le jour en 1986, l'officier à l'origine de la création de ces unités est le général Abdelmadjid Chérif, commandant des forces navales à cette époque.
Les fusiliers marins à l'image des commandos parachutistes des forces terrestres algériennes sont reconnus comme étant des unités d'élite de l'armée algérienne, de plus à la suite de la création de ces unités, la marine a voulu posséder une force de débarquement pouvant opérer dans des zones amphibies et pouvant aboutir à une opération dans la profondeur comme leurs homologues parachutistes des forces terrestres.
Les fusiliers marins sont aussi une force d'action rapide et d'opérations spécialisées, ils sont totalement autonomes et possèdent leurs propres moyens logistiques, de combat et de soutien.
C'est en 2005 que les détachements de commandos de chasse (DCC) virent le jour avec la sortie de sa première promotion.
Chaque régiment possédait une section de DCC, depuis quelques années, ils ont tous été rassemblés dans un régiment le régiment d'action spéciale de la marine (RASM).

## Organisation
Les régiments de fusiliers marins ont une organisation assez proche de leurs homologues commandos parachutistes des forces terrestres algériennes.
On retrouve pour le moment 8 régiments identifiés de fusiliers marins :

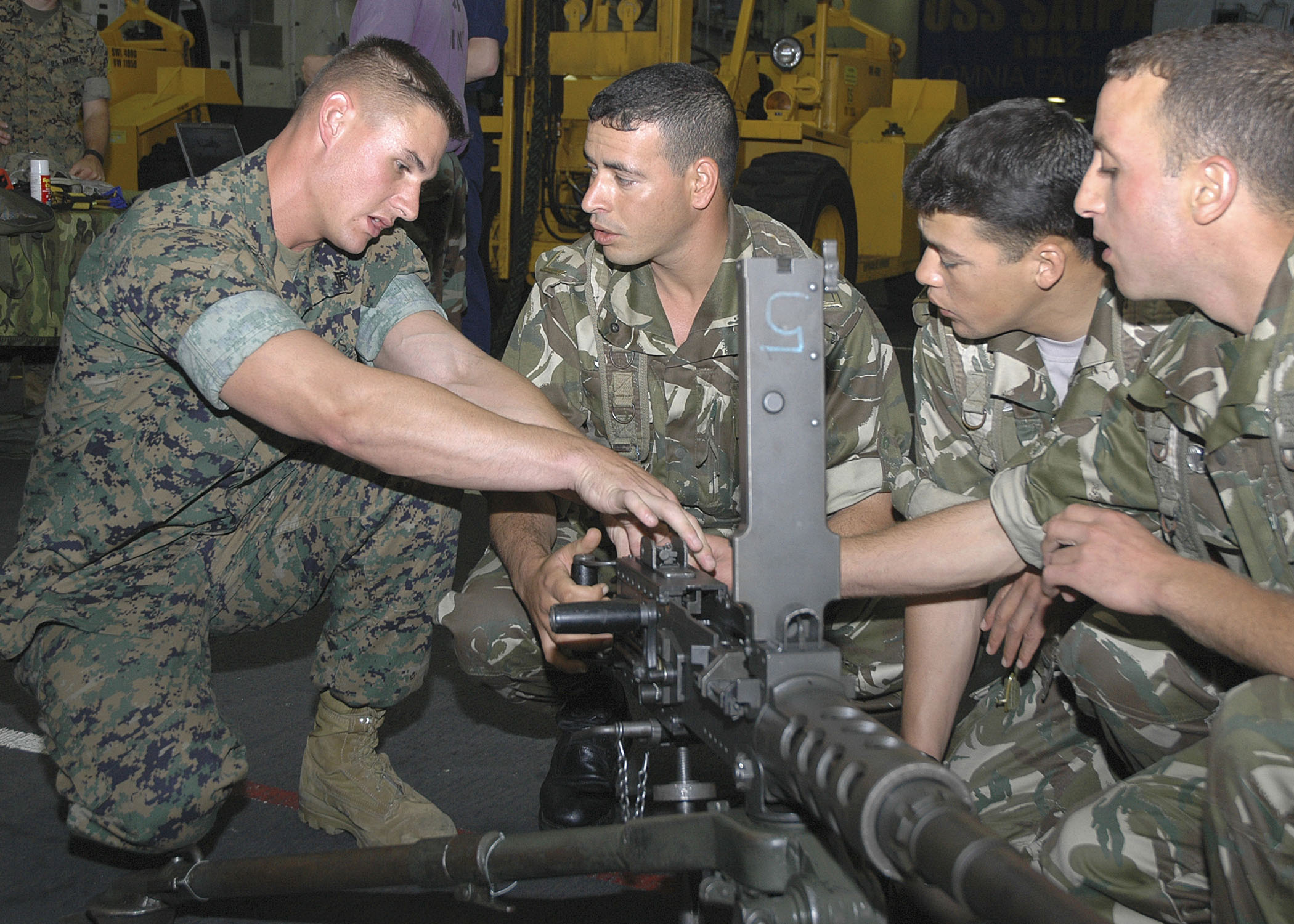
Des fusiliers marins avec un membre de l'USMC durant une instruction, lors d'une formation sur un navire de la United States Navy en 2006.

- 1er Régiment de fusiliers marins "Martyr Housh Mohamed" de Jijel ("الفوج الأول للرماة البحريين "الشهيد حوش محمد - Al-Fawj al'rrabie Lilrumat al-Bahriiyn "Al-Shahid Housh Mohamed"")[4]
- 3e régiment de fusiliers marins d'Azzefoun (الفوج الأول للرماة البحرين - Al-Fawj al'rrabie Lilrumat al-Bahriiyn)
- 4e régiment de fusiliers marins d'El Milia (الفوج الأول للرماة البحرين - Al-Fawj al'rrabie Lilrumat al-Bahriiyn)[5].
- 5e régiment de fusiliers marins de Ténès (الفوج الأول للرماة البحرين - Al-Fawj al'rrabie Lilrumat al-Bahriiyn)
- 7e Régiment de fusiliers marins de Boumerdes (الفوج الأول للرماة البحرين - Al-Fawj al'rrabie Lilrumat al-Bahriiyn)
- ? ? Régiment de fusiliers marins de Dellys (الفوج الأول للرماة البحرين - Al-Fawj al'rrabie Lilrumat al-Bahriiyn)
- ? ? Régiment de fusiliers marins de Mers-El-Kebir  (الفوج الأول للرماة البحرين - Al-Fawj al'rrabie Lilrumat al-Bahriiyn)
- 12e régiment d'artillerie côtière de Collo "Martyr Ferendi Mohamed" ( الفوج 12 للمدفعية الساحلية الشهيد فرندي محمد - Al-Fawj 12 Lilmadfaeiat al-Sahiliat "al-Shahid Ferendi Mohamed)[6]

### La structure
Les régiments de fusiliers marins sont organisés comme tous les régiments de l'armée algérienne soit :
- 1 état major
- 5 compagnies de combat
- 1 compagnie de logistique
- 1 compagnie de reconnaissance et d'appui

## Missions
Les fusiliers marins agissent prioritairement dans le milieu amphibie, dans les maquis et sur le bord de mer, ils fournissent les moyens matériels et humains qui permettent d'assurer les missions d'où leur autonomie.
Elle traite donc, en collaboration avec les autres unités des forces navales, terrestres ainsi que de l'aériennes, l'ensemble des opérations en zone stratégique, en profondeur et en milieu hostile comme :
- La reconnaissance stratégique et spéciale
- L'action spécialisée dans la profondeur
- Le contre-terrorisme terrestre et maritime
- L'appui et le soutien amphibie aux opérations spéciales (avec les forces spéciales)
- La récupération, la protection et la surveillance de points stratégiques
- La lutte contre les trafics illicites en mer et sur la côte algérienne
- Protection de la côte algérienne de diverses menaces (pollution, trafics…)
- La sécurisation de l'espace maritime algérien
- L'appui aux opérations de recherche et de sauvetage
- La protection des différents bateaux des forces navales algériennes
- La protection des points stratégiques appartenant aux forces navales algériennes.

## Formation
Les fusiliers marins sont formés au centre de formation des troupes de marine (CFTM) pour les hommes du rang et à l'école d'application des troupes de marine (EATM) de Jijel pour les officiers et les sous-officiers.
Cette école forme les fusiliers marins, les commandos marine et les plongeurs de combat de la marine algérienne et des autres corps d'armée.
Il y reçoit à quelques détails près la même formation que les commandos parachutistes des forces terrestres.
Après sa formation, l'élève sera incorporé dans un régiment de fusiliers marins et pourra par la suite passer des formations spécialisées comme dans le déminage… ou encore passer la sélection et la formation afin de devenir commando marine.
De plus, les fusiliers marins participent également à des sessions de formation à l'étranger, notamment aux États-Unis avec l'USMC et l'US NAVY, en Italie avec le régiment San Marco, en Espagne avec le FGNE, ou encore avec l'infanterie de marine de l'armada,.

## Équipements et armements

### Armement

#### Arme de poing
- Glock 17 & 18
- Caracal

#### Fusil d'assaut
- AKMS
- AKM
- AKS 74 U

#### Fusil mitrailleur
- PKM

#### Fusil de précision
- Zatsava M93 Black Arrow
- SVD

#### Autres
- RPG 7

### Équipement individuel
- Casque Spectra
- Treillis de la marine algérienne
- Gilet tactique
- Gilet pare-balles
- Gants
- Genouillères et coudières
- Holster de cuisse (et de ceinture)
- Rangers
- Lunettes de protection
- Camelback
- Sac de combat
- Casque de communication

### Véhicules
- Mercedes-Benz Classe G
- Toyota Land Cruiser
- Mercedes-Benz Zetros
- Mercedes-Benz Unimog
- SNVI M 120
- SNVI M 230
- SNVI M 260

#### Véhicules spéciaux
- BTR-80

#### Navires de soutien
- BDSL Kalaat Beni Abbes de classe San Giorgio
- Navire de débarquement classe Kalaat Beni
- Navire de débarquement classe Polnochny

#### Aéronefs
- Hélicoptères MI 171Sh des Forces aériennes algériennes

## Opérations connues à ce jour
- Participation à la lutte antiterroriste dans les maquis et sur les côtes durant la décennie noire.
- Recherche de l'otage français Hervé Gourdel en septembre 2014 : environ 3000 militaires algériens, soutenus par une centaine d'hommes des forces spéciales (parachutistes, fusiliers marins et GIS), mènent une grande opération de ratissage dans les régions montagneuses de Kabylie, pour tenter de débusquer le groupe armé qui a kidnappé Hervé Gourdel le 22 septembre 2014[9].